# 유형관
유형관(1962년 7월 31일 ~ )은 대한민국의 배우이다.

## 생애
서울예술대학 연극과를 나왔는데 연극과 출신으로 연극협회, 배우협회, 방송연기자협회 등에 소속돼 있다. SBS 개국과 함께 TV 드라마로 진출《길》,《해빙기의 아침》,《사랑은 생방송》,《제4공화국》,《이야기 속으로》,《임꺽정》,
《순풍산부인과》,《젊은 태양》,《허준》,《야인시대》,《태양의 남쪽》,《섬마을 선생님》,《불량주부》,《토지》,《부활》등 무려 100여편의 드라마에 출연했다.
영화는 《서편제》, 《조용한 가족》, 《반칙왕》, 《와이키키 브라더스》, 《목포는 항구다》 등 30여 편에 출연했다. KBS 2TV 주말극《슬픔이여 안녕》에선 50회 전체 드라마 스토리를 처음부터 끝까지 풀어가며 주목을 끌었다. 드라마 《길》로 데뷔를 하였다.

## 학력
- 서울예술대학 연극과 졸업

## 출연작

### 드라마
- 1992년 SBS 소설극장 《해빙기의 아침》
- 1993년 SBS 시트콤 《사랑은 생방송》
- 1995년 MBC 특별기획드라마 《제4공화국》 ... 김영민/이상열 역
- 1995년 SBS 특별기획드라마 《코리아게이트》
- 1996년 KBS2 주말연속극 《첫사랑》
- 1996년 MBC 다큐드라마 《이야기속으로》
- 1996년 SBS 대하드라마 《임꺽정》
- 1998년 SBS 드라마스페셜 《홍길동》
- 1998년 SBS 일일시트콤 《순풍산부인과》 ... 유형관 역
- 1999년 SBS 주말극장 《젊은 태양》
- 1999년 MBC 창사 38주년 특별기획드라마 《허준》
- 2000년 SBS 일일시트콤 《웬만해선 그들을 막을 수 없다》
- 2001년 MBC 창사 40주년 특별기획드라마 《상도》 ... 지물포 상인 역
- 2002년 KBS2 특별기획드라마 《태양인 이제마》
- 2002년 SBS 대하드라마 《야인시대》 ... 한용운 역
- 2003년 SBS 주말극장 《태양의 남쪽》
- 2003년 MBC 창사 42주년 특별기획드라마 《대장금》 ... 다재헌에서 일하는 인물 역
- 2003년 SBS 시트콤 《압구정 종갓집》
- 2003년 SBS 주말극장 《백수탈출》
- 2004년 SBS 광복 60년 대하드라마 《토지》
- 2004년 SBS 드라마스페셜 《섬마을 선생님》
- 2004년 SBS 주말특별기획드라마 《파리의 연인》 ... 강필보를 고소한 남자 역
- 2004년 MBC 창사 43주년 특별기획드라마 《영웅시대》 ... 부산 달러환전상/한인회장 역
- 2004년 KBS 대하드라마 《불멸의 이순신》 ... 날발 부친 역
- 2005년 SBS 월화드라마 《불량 주부》
- 2005년 KBS2 주말연속극 《슬픔이여 안녕》 ... 이부장 역
- 2005년 KBS 미니시리즈 《부활》 ... 노조위원장 역
- 2005년 MBC 특별기획드라마 《제5공화국》 ... 마포경찰서장
- 2006년 SBS 드라마스페셜 《불량가족》 ... 변 차장 역
- 2006년 SBS 금요드라마 《내 사랑 못난이》
- 2007년 OCN 미니시리즈 《키드갱》
- 2007년 tvN 다큐시트콤 《막돼먹은 영애씨》 ... 유형관 역
  - 2007년 tvN 다큐드라마 《막돼먹은 영애씨 시즌2》 ... 유형관 역
  - 2008년 tvN 다큐드라마 《막돼먹은 영애씨 시즌3》 ... 유형관 역
  - 2008년 tvN 다큐드라마 《막돼먹은 영애씨 시즌4》 ... 유형관 역
  - 2009년 tvN 다큐드라마 《막돼먹은 영애씨 시즌5》 ... 유형관 역
  - 2009년 tvN 다큐드라마 《막돼먹은 영애씨 시즌6》 ... 유형관 역
  - 2010년 tvN 다큐드라마 《막돼먹은 영애씨 시즌7》 ... 유형관 역
  - 2010년 tvN 다큐드라마 《막돼먹은 영애씨 시즌8》 ... 유형관 역
  - 2011년 tvN 다큐드라마 《막돼먹은 영애씨 시즌9》 ... 유형관 역
  - 2012년 tvN 다큐드라마 《막돼먹은 영애씨 시즌10》 ... 유형관 역
  - 2012년 tvN 다큐드라마 《막돼먹은 영애씨 시즌11》 ... 유형관 역
- 2008년 SBS 월화드라마 《식객》 ... 택시기사 역
- 2009년 KBS 일일드라마 《집으로 가는 길》 오영길 역
- 2009년 MBC 미니시리즈 《내조의 여왕》
- 2010년 SBS 대하드라마 《자이언트》 ... 염재수 역
- 2010년 KBS 대하드라마 《전우》
- 2011년 KBS 저녁일일극 《우리집 여자들》
- 2012년 SBS 드라마스페셜 《옥탑방 왕세자》 ... 딸기농장 주인 역
- 2012년 SBS 미니시리즈 《샐러리맨 초한지》 ... 소하 역
- 2012년 KBS2 단막극 《드라마 스페셜 - 친구 중에 범인이 있다》 ... 형사 역
- 2012년 KBS2 단막극 《드라마 스페셜 - 상권이》 ... 작업반장 역
- 2013년 KBS2 단막극 《드라마 스페셜 - 불청객》 ... 김 형사 역
- 2013년 KBS2 TV 소설 《은희》
- 2014년 KBS2 단막극 《KBS 드라마 스페셜 - 나 곧 죽어》 ... 의사 역
- 2014년 KBS1 일일연속극 《고양이는 있다》 ... 김춘식 역
- 2014년~2015년 KBS2 주말연속극 《가족끼리 왜 이래》 ... 문대오의 운전기사 역
- 2015년 KBS2 미니시리즈 《너를 기억해》 ... 양진석 역
- 2015년 KBS2 미니시리즈 《어셈블리》
- 2015년 SBS 월화드라마 《미세스 캅》 ... 최재영 청장 역
- 2016년 SBS 주말특별기획 《미세스 캅 2》 ... 최재영 청장 역
- 2016년 KBS2 저녁일일드라마 《천상의 약속》 ... 노동자 역
- 2016년 tvN 월화드라마 《혼술남녀》 ... 고시학원 원장 역
- 2017년 KBS2 미니시리즈 《7일의 왕비》 ... 유순정 역
- 2017년 MBC 주말특별기획 《도둑놈, 도둑님》
- 2017년 tvN 수목드라마 《슬기로운 감빵생활》 ... 심우경 계장 역
- 2017년 tvN 토일드라마 《세상에서 가장 아름다운 이별》 ... 정철의 친구 역
- 2018년 JTBC 월화드라마 《미스 함무라비》 ... 황말동 변호사 역
- 2018년 tvN 토일드라마 《라이브》
- 2018년 KBS2 월화드라마 《최고의 이혼》 ... 강추월 역
- 2019년 KBS2 월화드라마 《국민 여러분!》
- 2019년 SBS 금토드라마 《배가본드》 ... 오대환 역
- 2019년 tvN 월화드라마 《유령을 잡아라!》 ... 왕수리 역장 역
- 2020년 OCN 미니시리즈 《루갈》 ... 구원봉 역
- 2021년 KBS2 주말드라마 《오케이 광자매》 ... 배슬의 아파트 경비원 역 (4회, 18회)
- 2021년 KBS2 수목드라마 《달리와 감자탕》 ... 황기동 역
- 2021년 KBS2 일일드라마 《빨강구두》 ... 홍철수 역
- 2024년 KBS2 월화드라마 《환상연가》... 재무상서 역

### 영화
- 1992년 《가슴에 돋는 칼로 슬픔을 자르고》 ... 박씨 역
- 1993년 《화엄경》 ... 넝마 역
- 1993년 《서편제》 ... 창극단원 역
- 1995년 《죽어도 좋은 경험》 ... 형사 B 역
- 1998년 《조용한 가족》 ... 선배 장씨 역
- 1998년 《해가 서쪽에서 뜬다면》 ... 심판 J 역
- 2000년 《공동경비구역 JSA》 ... 경무대장 역
- 2001년 《와이키키 브라더스》 ... 여관 주인 역
- 2002년 《공공의 적》 ... 택시기사 역
- 2002년 《버스, 정류장》 ... 포장마차 주인 역
- 2002년 《해적, 디스코왕 되다》 ... 룸싸롱 손님 역
- 2002년 《연애소설》 ... 민 기사 역
- 2002년 《피아노 치는 대통령》 ... 버스 기사 역
- 2003년 《이중간첩》 ... 식물원 사진사 역
- 2003년 《하늘 정원》 ... 박주봉 역
- 2003년 《선택》 ... 박윤기 역
- 2004년 《목포는 항구다》 ... 택시기사 2 역
- 2004년 《귀여워》 ... 포장마차 주인 역
- 2004년 《까불지마》 ... 방장 역
- 2005년 《원》 ... 세탁소 주인 역
- 2006년 《사랑을 놓치다》 ... 경찰 역
- 2007년 《화려한 휴가》 ... 병조 부 역
- 2009년 《집행자》 ... 과장 역
- 2009년 《케 세라, 세라》 ... 아버지 역
- 2012년 《코리아》 ... 박 단장 역

### 광고
- 1986년 한국바이엘약품 카네스텐
- 2009년 tvN
- 2013년 가발리스 두두두